# Дедилов (Львовская область)
Дедилов (укр. Дідилів, пол. Dziedziłów) — село в Новоярычевской поселковой общине Львовского района Львовской области Украины.

Центр сельского Совета, расположено в 26 км от города Каменка-Бугская и в 13 км от железнодорожной станции Запытов на линии Львов — Сапежанка. Через село проходит автодорога 
| Е40 |

Киев — Львов.
Население по переписи 2001 года составляло 1194 человека. Занимает площадь 3,182 км². Почтовый индекс — 80462. Телефонный код — 3254.

## История
В окрестностях Дедилова исследовано погребение эпохи бронзы (II тысячелетие до н. э.). Первое упоминание о Дедилове относится к 1398 году.
В начале XVI века Дедилов был сожжён валахами, а после восстановления — татарами в 1512 году. В 1508 г. в селе был построен деревянный замок, простоявший до 1620 г., когда его сожгли турки.
До 1620 г. Дедилов принадлежал магнатам Жолкевским, затем Яну Даниловичу, был собственностью короля Яна III Собеского, после чего перешел к князьям Радзивиллам и т. д.
В 1940 году село было центром недолго существовавшего Дедиловского района. Во время Великой Отечественной войны входил в дистрикт Галиция Генерал-губернаторства (1941-44). Село было укреплённым пунктом немецкой обороны и освобождёно 18 июля 1944 года во время Львовско-Сандомирской операции танкистами 54-й гвардейской танковой бригады после двух попыток контратаки со стороны немцев.